# Brook Hollow Golf Club
Brook Hollow Golf Club is een golfclub in de Verenigde Staten. De club werd opgericht in 1920 en bevindt zich in Dallas, Texas. De club beschikt over een 18-holes golfbaan en werd ontworpen door de golfbaanarchitect A.W. Tillinghast.

## Golftoernooien
- Dallas Invitational: 1946